# عدم الاستقرار
عدم الاستقرار (ملاحظة 1) في العلوم هو الإشارة إلى الحالة غير المستقرة للمستويات الطاقية داخل نظام، والذي يخضع إلى تغيرات مستمرة؛ بالتالي هو عكس حالة الاستقرار.

## المبدأ
يشير عدم الاستقرار في علم الكيمياء للأنواع الكيميائية في الحالة الانتقالية، والتي يكون لها عمر قصير، إذ سرعان ما تتحول إلى نوع آخر مستقر. ويسري هذا المبدأ في الكيمياء الحيوية على البروتينات الفلزية على سبيل المثال. أما في علم الأحياء فإن المركبات غير المستقرة لها أثر على العمليات الحيوية في التربة، مثل الفوسفات غير المستقرة والتي تتحول إلى أشكال منحلة يسهل على النبات امتصاصها. وفي مثال آخر، تساهم الكائنات الدقيقة في التربة قفي تفكيك المواد العضوية الترابية غير المستقرة.